# Tauber
Pour les articles homonymes, voir Tauber (homonymie).
La rivière Tauber est un affluent du sud du Main. Son parcours se trouve exclusivement en Franconie (Allemagne).

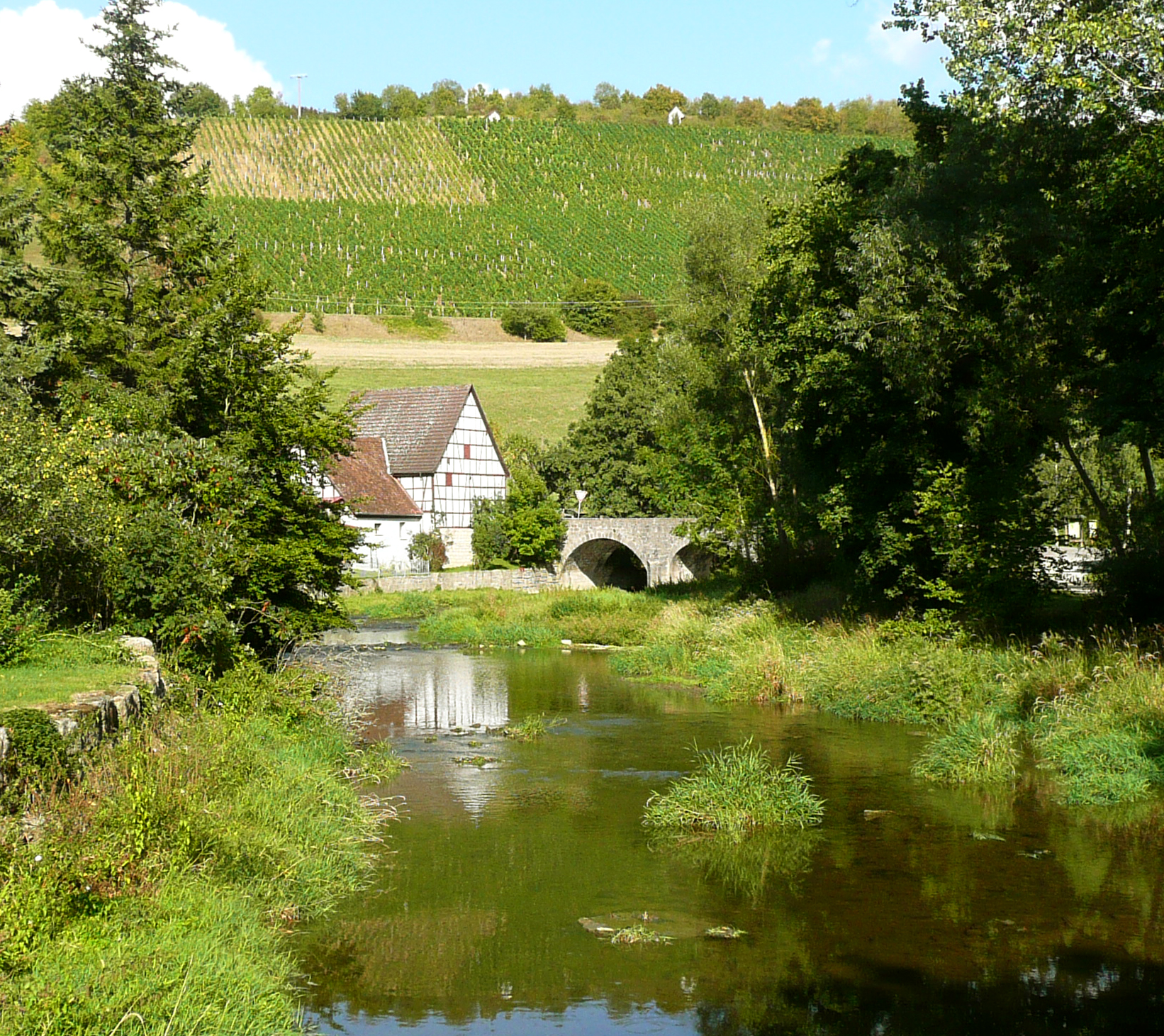
La Tauber entre Rothenburg et Creglingen, sous les vignes.

## Étymologie
Le nom Tauber vient d'un mot celte qui signifie « sombre ».

## Histoire
Dans les années 1970, une polémique a mis aux prises les communes de Wettringen en Bavière et  Weikersholz près de Rot am See dans le Bade-Wurtemberg à propos de la localisation de la source de la Tauber. La source de "Klingenbrünnen" à proximité de Weikersholz étant la plus élevée, c'est celle-ci qui est officiellement reconnue depuis 1976.

## Environnement: la flore
La large vallée moyenne de la Tauber abrite une flore une flore adaptée à des conditions sèches et ensoleillées. On y trouve d'une part des plantes de bruyères piquer et d'autre part des pelouses sèches méditerranéennes. Comme la viticulture n'y est pas trop développée, on peut encore rencontrer ces plantes à différents endroits dans un nombre suffisant. Le Géranium sanguin (Geranium sanguineum) est caractéristique des pelouses dont il peut couvrir de grandes surfaces. L'Anémone pulsatille (Pulsatilla vulgaris) et l'Aristoloche clématite (Aristolochia clematitis) sont fréquentes. L'hélianthème des Apennins (Helianthemum apenninum) provient de la vallée inférieure du Main. La fraxinelle ou dictame (Dictamnus albus), assez rare, est localisée à la lisière des forêts. Le stipe à feuilles pennées (Stipa pennata) n'est pas très fréquente non plus mais on connaît quelques stations de même que l'orchis singe (Orchis simia) qui a quasi disparu. L'orchis guerrier (Orchis militaris)  est largement plus fréquent. L'Orchis brûlé (Orchis ustulata) est également très rare mais est réapparu en 2005.
Dans la haute vallée de la Tauber, on a pu apercevoir le lin des Alpes (Linum leonii). Le lin à feuilles étroites (Linum tenuifolium) est par contre plus courant.

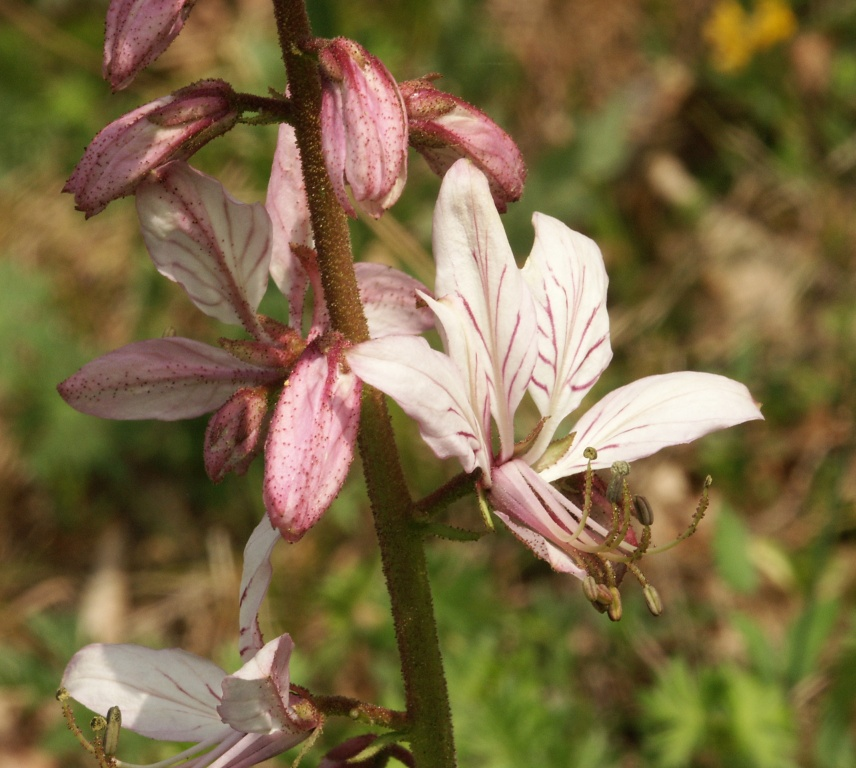
Dictamnus albus.
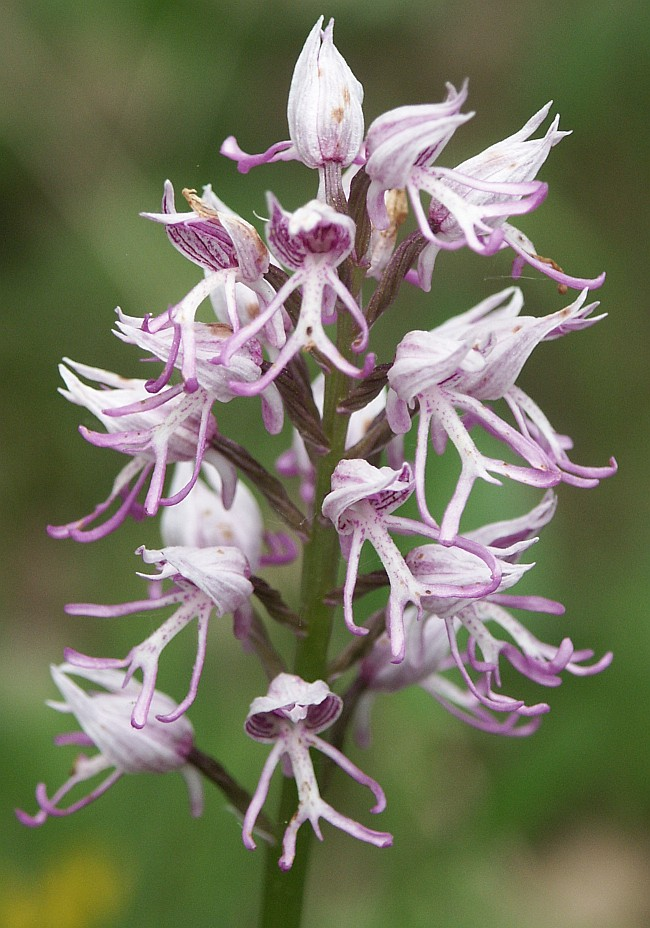
Orchis simia.
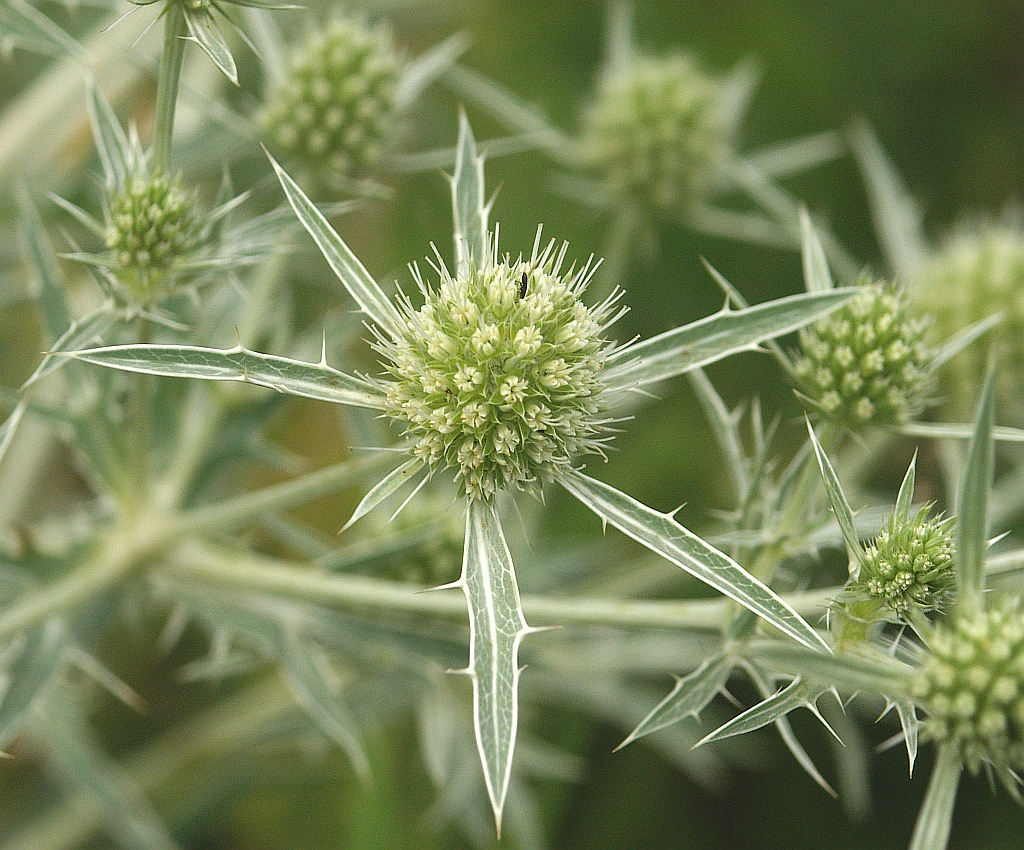
Eryngium campestre.
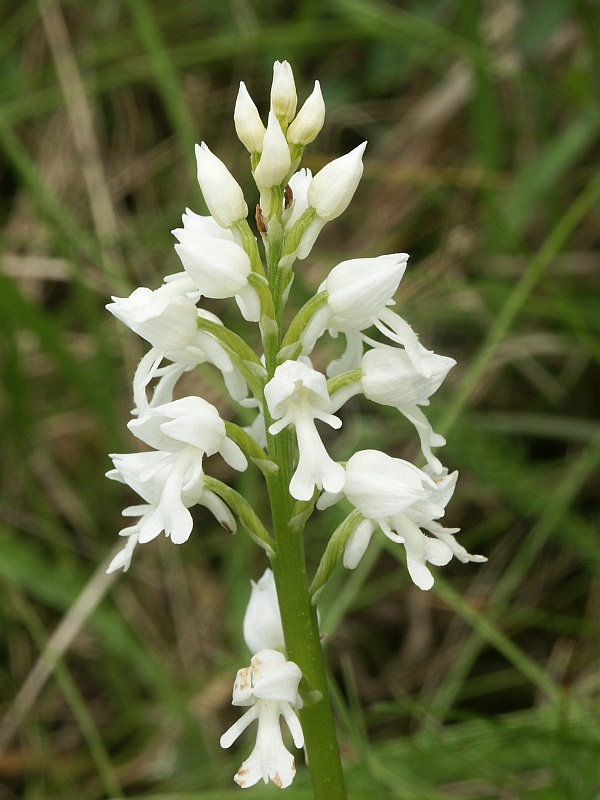
Orchis militaris var. alba.